# Peasedown St John
Peasedown St John is een civil parish in het bestuurlijke gebied Bath and North East Somerset, in het Engelse graafschap Somerset met 6446 inwoners.